# چو تسوناتسورا
چو تسوناتسورا، چو شیگه‌تسورا (به ژاپنی: تسوناتسورا Cho Tsunatatsu); ۱ ژانویهٔ ۱۵۴۰ – ۲۶ اکتبر ۱۵۷۷ سامورایی اهل ژاپن بود که به خاندان هاتاکه‌یاما خدمت می‌کرد. در سال ۱۵۷۷ در طی حمله اوئه‌سوگی کنشین و در اثر خیانت یوسا تسوگومیتسو (遊佐続光) در قلعه نانائو همراه با پدر و دیگر اعضای خانواده‌اش کشته شد.